# Ben Sahar
Ben Sahar (in ebraico בן סהר‎?; Holon, 10 agosto 1989) è un calciatore israeliano, attaccante dell'Hapoel Tel Aviv.

## Biografia
Di madre polacca, ha la cittadinanza polacca.

## Caratteristiche tecniche
Nel 2010 è stato inserito nella lista dei migliori calciatori nati dopo il 1989 stilata da Don Balón.

## Carriera

### Club
Sahar è considerato come uno dei maggiori talenti del calcio israeliano ed internazionale. Chiamò l'attenzione su di sé in una partita di Under-16 con l'Israele contro l'Irlanda. Prima di firmare per il Chelsea ha giocato con l'Hapoel Tel Aviv, con il quale però ha fatto fatica a trovare spazio. La firma con il Chelsea arriva nel maggio 2006 per 320.000 £. La sua prima presenza con la prima squadra risale al 6 gennaio del 2007 in FA Cup contro il Macclesfield Town, entrando al 76' al posto di Salomon Kalou. Debutta in FA Premier League una settimana dopo contro il Wigan, entrando all'82' al posto di Arjen Robben. Il 26 luglio 2007 passa al Queen's Park Rangers, squadra della Championship. Esordisce in un'amichevole estiva contro il Fulham segnando una doppietta (2-1); dopo questa partita il prestito di Sahar, inizialmente di 3 mesi, viene prolungato fino al 2 gennaio 2008. Viene poi mandato in prestito allo Sheffield United. Nel gennaio 2009 va a giocare in Eredivisie nelle file del De Graafschap. Nel corso del calciomercato 2009-2010 viene acquistato dall'Espanyol che rileva il cartellino dal Chelsea.
Nell'estate 2010 ritorna, in prestito, all'Hapoel Tel Aviv.
Nell'estate 2011 passa in prestito all'Auxerre.
Nel 2016 ha segnato il gol eliminazione dell'Inter alla penultima giornata del girone di Europa League.

### Nazionale
Il 7 ottobre 2006 Ben Sahar debutta con la nazionale israeliana U-21 nella partita d'andata nel play-off per qualificarsi al campionato europeo U-21 2007 contro la Francia. Quella partita termina 1-1, mentre al ritorno l'Israele vince 1-0, qualificandosi così per l'europeo. L'esponenziale crescita di Sahar non sfuggì agli occhi dei selezionatori della nazionale maggiore; debutta con la nazionale il 7 febbraio 2007 in un'amichevole contro l'Ucraina. Debutta in una competizione ufficiale il 24 marzo 2007 in occasione di Israele-Inghilterra, incontro valido per le qualificazioni ad Euro 2008 dove entra al 69º minuto della partita terminata 0-0. Il 28 marzo 2007, contro l'Estonia segna 2 gol, divenendo così il giocatore più giovane a segnare con la nazionale israeliana, dopo esser stato il più giovane ad esordirvi.

## Statistiche

### Presenze e reti nei club
Statistiche aggiornate al 10 maggio 2022.
| Stagione                  | Squadra                   | Campionato                | Campionato | Campionato | Coppe nazionali | Coppe nazionali | Coppe nazionali | Coppe continentali | Coppe continentali | Coppe continentali | Altre coppe | Altre coppe | Altre coppe | Totale | Totale |
| Stagione                  | Squadra                   | Comp                      | Pres       | Reti       | Comp            | Pres            | Reti            | Comp               | Pres               | Reti               | Comp        | Pres        | Reti        | Pres   | Reti   |
| ------------------------- | ------------------------- | ------------------------- | ---------- | ---------- | --------------- | --------------- | --------------- | ------------------ | ------------------ | ------------------ | ----------- | ----------- | ----------- | ------ | ------ |
| 2006-2007                 | Chelsea                   | PL                        | 3          | 0          | FACup+CdL       | 1+1             | 0               | UCL                | 0                  | 0                  | CS          | 0           | 0           | 5      | 0      |
| 2007-gen. 2008            | QPR                       | FLC                       | 9          | 0          | FACup+CdL       | 0               | 0               | -                  | -                  | -                  | -           | -           | -           | 9      | 0      |
| gen.-giu. 2008            | Sheffield Weds            | FLC                       | 12         | 3          | FACup+CdL       | -               | -               | -                  | -                  | -                  | -           | -           | -           | 12     | 3      |
| 2008-gen. 2009            | Portsmouth                | PL                        | 0          | 0          | FACup+CdL       | 0               | 0               | -                  | -                  | -                  | -           | -           | -           | 0      | 0      |
| gen.-giu. 2009            | De Graafschap             | ED                        | 16+6       | 5+1        | CO              | 2               | 0               | -                  | -                  | -                  | -           | -           | -           | 24     | 6      |
| 2009-2010                 | Espanyol                  | PD                        | 22         | 1          | CR              | 2               | 0               | -                  | -                  | -                  | -           | -           | -           | 24     | 1      |
| 2010-2011                 | Hapoel Tel Aviv           | Lh                        | 30+4       | 15+1       | CI+CdL          | 3+4             | 1+0             | UCL                | 10                 | 3                  | -           | -           | -           | 51     | 20     |
| 2011-2012                 | Auxerre                   | L1                        | 21         | 3          | CF+CdL          | 1+1             | 0+1             | -                  | -                  | -                  | -           | -           | -           | 23     | 4      |
| 2012-2013                 | Hertha Berlino            | ZL                        | 18         | 2          | CG              | 0               | 0               | -                  | -                  | -                  | -           | -           | -           | 18     | 2      |
| 2013-gen. 2014            | Hertha Berlino            | BL                        | 0          | 0          | CG              | 1               | 0               | -                  | -                  | -                  | -           | -           | -           | 1      | 0      |
| Totale Hertha Berlino     | Totale Hertha Berlino     | Totale Hertha Berlino     | 18         | 2          |                 | 1               | 0               |                    | -                  | -                  |             | -           | -           | 19     | 2      |
| 2012-2013                 | Hertha Berlino II         | RL                        | 1          | 1          | -               | -               | -               | -                  | -                  | -                  | -           | -           | -           | 1      | 1      |
| 2013-gen. 2014            | Hertha Berlino II         | RL                        | 7          | 3          | -               | -               | -               | -                  | -                  | -                  | -           | -           | -           | 7      | 3      |
| Totale Hertha Berlino     | Totale Hertha Berlino     | Totale Hertha Berlino     | 8          | 4          |                 | -               | -               |                    | -                  | -                  |             | -           | -           | 8      | 4      |
| gen.-giu. 2014            | Arminia Bielefeld         | ZL                        | 12+2       | 3+1        | CG              | -               | -               | -                  | -                  | -                  | -           | -           | -           | 14     | 4      |
| 2014-2015                 | Willem II                 | ED                        | 33         | 7          | CO              | 1               | 1               | -                  | -                  | -                  | -           | -           | -           | 34     | 8      |
| 2015-2016                 | Hapoel Be'er Sheva        | Lh                        | 14+10      | 4+5        | CI+CdL          | 5+4             | 3+1             | UEL                | 2                  | 0                  | -           | -           | -           | 35     | 13     |
| 2016-2017                 | Hapoel Be'er Sheva        | Lh                        | 24+8       | 10+4       | CI+CdL          | 1+7             | 0+5             | UCL+UEL            | 5+8                | 1+1                | SI          | 1           | 1           | 54     | 22     |
| 2017-2018                 | Hapoel Be'er Sheva        | Lh                        | 21+8       | 7+4        | CI+CdL          | 2+2             | 1+1             | UCL+UEL            | 2+4                | 0+1                | SI          | 0           | 0           | 39     | 14     |
| 2018-2019                 | Hapoel Be'er Sheva        | Lh                        | 23+10      | 10+5       | CI+CdL          | 2+1             | 0               | UCL+UEL            | 4+2                | 1+0                | SI          | 1           | 0           | 43     | 16     |
| 2019-2020                 | Hapoel Be'er Sheva        | Lh                        | 25+8       | 12+1       | CI+CdL          | 5+2             | 3+0             | UEL                | 8                  | 0                  | -           | -           | -           | 48     | 16     |
| Totale Hapoel Be'er Sheva | Totale Hapoel Be'er Sheva | Totale Hapoel Be'er Sheva | 107+44     | 43+19      |                 | 31              | 14              |                    | 35                 | 4                  |             | 2           | 1           | 219    | 81     |
| 2020-2021                 | APOEL                     | A                         | 23+9       | 4+2        | CC              | 6               | 0               | UEL                | 3                  | 0                  | -           | -           | -           | 41     | 6      |
| 2021-2022                 | Maccabi Haifa             | Lh                        | 18+2       | 1          | CI+CdL          | 3+1             | 0               | UCL+UECL           | 2+11               | 0+1                | SI          | 1           | 1           | 38     | 3      |
| 2022-2023                 | Maccabi Haifa             | Lh                        | 0          | 0          | CI+CdL          | 0               | 0               | UCL                | 0                  | 0                  | SI          | 0           | 0           | 0      | 0      |
| Totale Maccabi Haifa      | Totale Maccabi Haifa      | Totale Maccabi Haifa      | 18+2       | 1          |                 | 4               | 0               |                    | 13                 | 1                  |             | 1           | 1           | 38     | 3      |
| Totale carriera           | Totale carriera           | Totale carriera           | 399        | 115        |                 | 58              | 17              |                    | 61                 | 8                  |             | 3           | 2           | 521    | 142    |

### Cronologia presenze e reti in nazionale
| Cronologia completa delle presenze e delle reti in nazionale ― Israele | Cronologia completa delle presenze e delle reti in nazionale ― Israele | Cronologia completa delle presenze e delle reti in nazionale ― Israele | Cronologia completa delle presenze e delle reti in nazionale ― Israele | Cronologia completa delle presenze e delle reti in nazionale ― Israele | Cronologia completa delle presenze e delle reti in nazionale ― Israele | Cronologia completa delle presenze e delle reti in nazionale ― Israele | Cronologia completa delle presenze e delle reti in nazionale ― Israele |
| Data                                                                   | Città                                                                  | In casa                                                                | Risultato                                                              | Ospiti                                                                 | Competizione                                                           | Reti                                                                   | Note                                                                   |
| ---------------------------------------------------------------------- | ---------------------------------------------------------------------- | ---------------------------------------------------------------------- | ---------------------------------------------------------------------- | ---------------------------------------------------------------------- | ---------------------------------------------------------------------- | ---------------------------------------------------------------------- | ---------------------------------------------------------------------- |
| 7-2-2007                                                               | Ramat Gan                                                              | Israele                                                                | 1 – 1                                                                  | Ucraina                                                                | Amichevole                                                             | -                                                                      | 70’                                                                    |
| 24-3-2007                                                              | Ramat Gan                                                              | Israele                                                                | 0 – 0                                                                  | Inghilterra                                                            | Qual. Euro 2008                                                        | -                                                                      | 69’                                                                    |
| 28-3-2007                                                              | Tel Aviv                                                               | Israele                                                                | 4 – 0                                                                  | Estonia                                                                | Qual. Euro 2008                                                        | 2                                                                      | 65’                                                                    |
| 2-6-2007                                                               | Skopje                                                                 | Macedonia                                                              | 1 – 2                                                                  | Israele                                                                | Qual. Euro 2008                                                        | -                                                                      | 61’                                                                    |
| 17-10-2007                                                             | Ramat Gan                                                              | Israele                                                                | 2 – 1                                                                  | Bielorussia                                                            | Amichevole                                                             | -                                                                      | 69’                                                                    |
| 17-11-2007                                                             | Ramat Gan                                                              | Israele                                                                | 2 – 1                                                                  | Russia                                                                 | Qual. Euro 2008                                                        | -                                                                      | 63’ 69’                                                                |
| 21-11-2007                                                             | Ramat Gan                                                              | Israele                                                                | 1 – 0                                                                  | Macedonia                                                              | Qual. Euro 2008                                                        | -                                                                      | 56’                                                                    |
| 20-8-2008                                                              | Tampere                                                                | Finlandia                                                              | 2 – 0                                                                  | Israele                                                                | Amichevole                                                             | -                                                                      | 46’                                                                    |
| 6-9-2008                                                               | Ramat Gan                                                              | Israele                                                                | 2 – 2                                                                  | Svizzera                                                               | Qual. Mondiali 2010                                                    | 1                                                                      | 46’                                                                    |
| 10-9-2008                                                              | Chișinău                                                               | Moldavia                                                               | 1 – 2                                                                  | Israele                                                                | Qual. Mondiali 2010                                                    | -                                                                      | 4’                                                                     |
| 11-10-2008                                                             | Lussemburgo                                                            | Lussemburgo                                                            | 1 – 3                                                                  | Israele                                                                | Qual. Mondiali 2010                                                    | -                                                                      | 88’                                                                    |
| 15-10-2008                                                             | Riga                                                                   | Lettonia                                                               | 1 – 1                                                                  | Israele                                                                | Qual. Mondiali 2010                                                    | -                                                                      | 82’                                                                    |
| 11-2-2009                                                              | Ramat Gan                                                              | Israele                                                                | 1 – 0                                                                  | Ungheria                                                               | Amichevole                                                             | -                                                                      | 46’                                                                    |
| 28-3-2009                                                              | Ramat Gan                                                              | Israele                                                                | 1 – 1                                                                  | Grecia                                                                 | Qual. Mondiali 2010                                                    | -                                                                      | 49’                                                                    |
| 1-4-2009                                                               | Heraklio                                                               | Grecia                                                                 | 2 – 1                                                                  | Israele                                                                | Qual. Mondiali 2010                                                    | -                                                                      | 46’                                                                    |
| 5-9-2009                                                               | Ramat Gan                                                              | Israele                                                                | 0 – 1                                                                  | Lettonia                                                               | Qual. Mondiali 2010                                                    | -                                                                      | 63’                                                                    |
| 9-9-2009                                                               | Ramat Gan                                                              | Israele                                                                | 7 – 0                                                                  | Lussemburgo                                                            | Qual. Mondiali 2010                                                    | 2                                                                      | 59’                                                                    |
| 10-10-2009                                                             | Ramat Gan                                                              | Israele                                                                | 3 – 1                                                                  | Moldavia                                                               | Qual. Mondiali 2010                                                    | -                                                                      | 53’ 60’                                                                |
| 26-5-2010                                                              | Montevideo                                                             | Uruguay                                                                | 4 – 1                                                                  | Israele                                                                | Amichevole                                                             | -                                                                      | 64’                                                                    |
| 2-9-2010                                                               | Ramat Gan                                                              | Israele                                                                | 3 – 1                                                                  | Malta                                                                  | Qual. Euro 2012                                                        | -                                                                      | 73’                                                                    |
| 7-9-2010                                                               | Tbilisi                                                                | Georgia                                                                | 0 – 0                                                                  | Israele                                                                | Qual. Euro 2012                                                        | -                                                                      | 53’                                                                    |
| 17-11-2010                                                             | Tel Aviv                                                               | Israele                                                                | 3 – 2                                                                  | Islanda                                                                | Amichevole                                                             | -                                                                      | 60’                                                                    |
| 9-2-2011                                                               | Tel Aviv                                                               | Israele                                                                | 0 – 2                                                                  | Serbia                                                                 | Amichevole                                                             | -                                                                      | 56’                                                                    |
| 26-3-2011                                                              | Tel Aviv                                                               | Israele                                                                | 2 – 1                                                                  | Lettonia                                                               | Qual. Euro 2012                                                        | -                                                                      | 66’                                                                    |
| 10-8-2011                                                              | Ginevra                                                                | Costa d'Avorio                                                         | 4 – 3                                                                  | Israele                                                                | Amichevole                                                             | -                                                                      | 61’                                                                    |
| 11-10-2011                                                             | Ta' Qali                                                               | Malta                                                                  | 0 – 2                                                                  | Israele                                                                | Qual. Euro 2012                                                        | -                                                                      | 78’                                                                    |
| 29-2-2012                                                              | Petah Tiqwa                                                            | Israele                                                                | 2 – 3                                                                  | Ucraina                                                                | Amichevole                                                             | 1                                                                      | 46’                                                                    |
| 26-5-2012                                                              | Graz                                                                   | Rep. Ceca                                                              | 2 – 1                                                                  | Israele                                                                | Amichevole                                                             | -                                                                      | 61’                                                                    |
| 31-5-2012                                                              | Lipsia                                                                 | Germania                                                               | 2 – 0                                                                  | Israele                                                                | Amichevole                                                             | -                                                                      | 67’                                                                    |
| 15-8-2012                                                              | Budapest                                                               | Ungheria                                                               | 1 – 1                                                                  | Israele                                                                | Amichevole                                                             | -                                                                      | 59’                                                                    |
| 11-9-2012                                                              | Ramat Gan                                                              | Israele                                                                | 0 – 4                                                                  | Russia                                                                 | Qual. Mondiali 2014                                                    | -                                                                      | 46’                                                                    |
| 5-3-2014                                                               | Netanya                                                                | Israele                                                                | 1 – 3                                                                  | Slovacchia                                                             | Amichevole                                                             | -                                                                      | 82’                                                                    |
| 28-5-2014                                                              | Città del Messico                                                      | Messico                                                                | 3 – 0                                                                  | Israele                                                                | Amichevole                                                             | -                                                                      | 46’                                                                    |
| 28-3-2015                                                              | Haifa                                                                  | Israele                                                                | 0 – 3                                                                  | Galles                                                                 | Qual. Euro 2016                                                        | -                                                                      | 70’                                                                    |
| 31-3-2015                                                              | Gerusalemme                                                            | Israele                                                                | 0 – 1                                                                  | Belgio                                                                 | Qual. Euro 2016                                                        | -                                                                      |                                                                        |
| 12-6-2015                                                              | Zenica                                                                 | Bosnia ed Erzegovina                                                   | 3 – 1                                                                  | Israele                                                                | Qual. Euro 2016                                                        | -                                                                      | 62’                                                                    |
| 6-9-2015                                                               | Cardiff                                                                | Galles                                                                 | 0 – 0                                                                  | Israele                                                                | Qual. Euro 2016                                                        | -                                                                      | 90+3’                                                                  |
| 31-5-2016                                                              | Novi Sad                                                               | Serbia                                                                 | 3 – 1                                                                  | Israele                                                                | Amichevole                                                             | -                                                                      | 46’                                                                    |
| 12-11-2016                                                             | Elbasan                                                                | Albania                                                                | 0 – 3                                                                  | Israele                                                                | Qual. Mondiali 2018                                                    | -                                                                      | 61’ 64’                                                                |
| 6-6-2017                                                               | Netanya                                                                | Israele                                                                | 1 – 1                                                                  | Moldavia                                                               | Amichevole                                                             | 1                                                                      |                                                                        |
| 11-6-2017                                                              | Haifa                                                                  | Israele                                                                | 0 – 3                                                                  | Albania                                                                | Qual. Mondiali 2018                                                    | -                                                                      | 67’                                                                    |
| 11-10-2018                                                             | Haifa                                                                  | Israele                                                                | 2 – 1                                                                  | Scozia                                                                 | UEFA Nations League 2018-2019 - 1º turno                               | -                                                                      | 46’                                                                    |
| 15-11-2018                                                             | Netanya                                                                | Israele                                                                | 7 – 0                                                                  | Guatemala                                                              | Amichevole                                                             | 1                                                                      | 68’                                                                    |
| 7-6-2019                                                               | Riga                                                                   | Lettonia                                                               | 0 – 3                                                                  | Israele                                                                | Qual. Euro 2020                                                        | -                                                                      | 66’                                                                    |
| Totale                                                                 |                                                                        | Presenze                                                               | 44                                                                     |                                                                        | Reti                                                                   | 8                                                                      |                                                                        |

## Palmarès

### Club

#### Competizioni nazionali
- Coppa di Lega inglese: 1

Chelsea: 2006-2007
- Coppa d'Inghilterra: 1

Chelsea: 2006-2007
- Coppa di Israele: 2

Hapoel Tel Aviv: 2010-2011
Hapoel Be'er Sheva: 2019-2020
- Campionato tedesco di seconda divisione: 1

Hertha Berlino: 2012-2013
- Campionato israeliano: 4

Hapoel Be'er Sheva: 2015-2016, 2016-2017, 2017-2018
Maccabi Haifa: 2021-2022
- Supercoppa d'Israele: 3

Hapoel Be'er Sheva: 2016, 2017
Maccabi Haifa: 2021
- Coppa Toto Al: 2

Hapoel Be'er Sheva: 2016-2017
Maccabi Haifa: 2021-2022

### Individuale
- Capocannoniere del campionato israeliano: 1

2018-2019 (15 reti)